# Angads Airport
Angads Airport är en flygplats i Marocko. Den ligger i den nordöstra delen av landet, 500 km öster om huvudstaden Rabat. Angads Airport ligger 467 meter över havet. Arean är 444 kvadratkilometer.
Terrängen runt Angads Airport är platt. Runt Angads Airport är det tätbefolkat, med 331 invånare per kvadratkilometer. Närmaste större samhälle är Oujda, 11,8 km söder om Angads Airport. Trakten runt Angads Airport består till största delen av jordbruksmark.